# International Press Telecommunications Council

L'International Press Telecommunications Council (abrégé en IPTC), basé à Windsor au Royaume-Uni, est un consortium réunissant les principales agences de presses du monde. Sa tâche consiste à développer et maintenir des standards techniques destinés à faciliter l'échange des données dans ce domaine. Les standards de l'IPTC sont employés par la quasi-totalité des grandes agences de presse du monde.
L'IPTC regroupe actuellement environ 55 entreprises et organisations actives dans le monde de la presse, provenant de tous les continents excepté l'Amérique du Sud.
L'IPTC fut fondé en 1965 par un groupe d'organisations dont l'Alliance européenne des agences de presse, l'ANPA (maintenant NAA) et la North American News Agencies (elle-même formée de l'Associated Press, de la Canadian Press et de l'United Press International) pour défendre les intérêts de l'industrie de la presse dans le monde.
À partir de la fin des années 1970, les activités de l'IPTC concernent principalement le développement de normes pour l'échange de données journalistiques.

## Métadonnées
L'IPTC a défini un standard informatique pour l'échange et le stockage des métadonnées (titre, auteur, agence, copyright, etc.) relatives aux images de presse, l'IPTC Core.
Ce référentiel est utilisé en particulier dans les fichiers JPEG et TIFF. Une version a été adaptée pour s'appuyer sur une solution alternative plus récente et performante, XMP, ce qui permet entre autres la gestion des caractères de toutes langues ainsi qu'un plus large choix de formats.
Voir : IPTC Information Interchange Model, IPTC Metadata for XMP

## Membres
- Agence France-Presse (AFP), France
- ANSA,  Italie
- Associated Mediabase Limited, Royaume-Uni
- The Associated Press (AP),  É.-U.
- Austria Presse Agentur (APA), Autriche
- BBC Monitoring, Royaume-Uni
- Business Wire, É.-U.
- Canada Newswire, Canada
- Canadian Press, Canada
- CCNMatthews, Canada
- CINTEC, Hong Kong
- Deutsche Presse-Agentur (dpa), Allemagne
- Dialog / NewsEdge Inc, É.-U.
- Dow Jones and Company, É.-U.
- European Alliance of News Agencies, Europe
- HINA, Croatie
- Japan Newspaper Publishers & Editors Association (NSK), Japon
- Keystone Switzerland, Suisse
- Kyodo News, Japon
- Newspaper Association of America (NAA), É.-U.
- The New York Times Company, É.-U.
- The Press Association, Royaume-Uni
- PR Newswire Association, Royaume-Uni et É.-U.
- Reuters Limited, Royaume-Uni
- SDA/ATS, Suisse
- Tidningarnas Telegrambyra (TT), Suède
- TMNEWS-APCOM, Italie
- United Press International (UPI), É.-U.
- World Association of Newspapers (WAN)